# André Bienvenu Roman

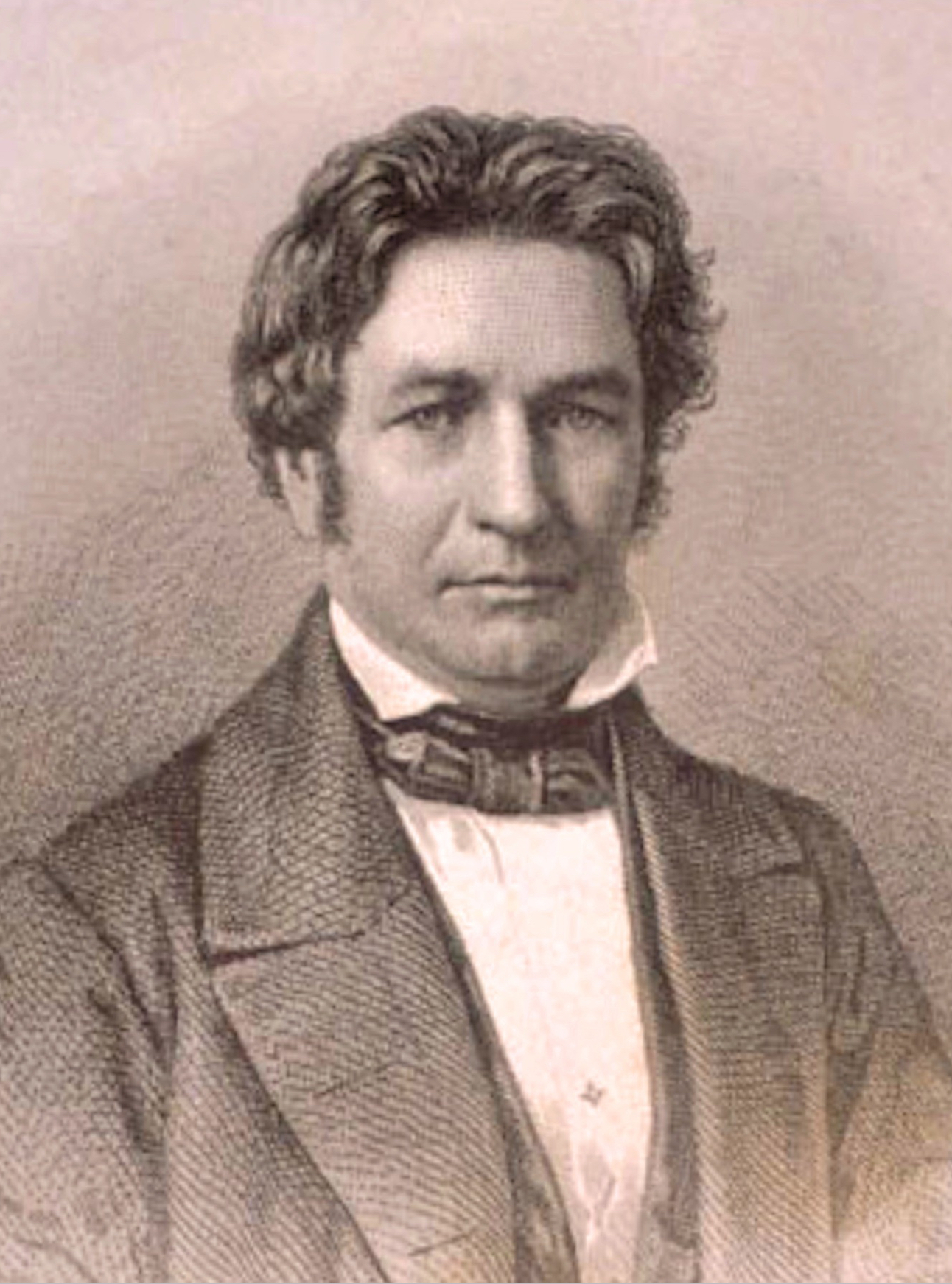
André Bienvenu Roman

André Bienvenu Roman (* 5. März 1795 bei Opelousas, Louisiana; † 26. Januar 1866 in New Orleans, Louisiana) war ein US-amerikanischer Politiker und von 1831 bis 1835 sowie zwischen 1839 und 1843 Gouverneur des Bundesstaates Louisiana.

## Frühe Jahre
André Roman wurde als Sohn von Jacques und Louise Roman geboren, die beide aus Frankreich stammten. In späteren Jahren zog die Familie in das St. James Parish, wo sie eine Zuckerplantage betrieben. Der junge André besuchte bis 1815 das St. Mary College in Baltimore in Maryland.

## Politischer Aufstieg
Nach seiner Rückkehr nach Louisiana war Roman zwischen 1818 und 1826 Abgeordneter im Repräsentantenhaus von Louisiana. Seit 1822 war er als Speaker dessen Präsident. Zwischen 1826 und 1828 war er Richter im St. James Parish. Danach wurde er erneut in das Repräsentantenhaus seines Staates gewählt, wo er zwischen 1828 und 1831 verblieb und wo er nochmals Präsident des Hauses wurde. In dieser Zeit wurde in Louisiana die Nachfolge eines verstorbenen Gouverneurs heftig diskutiert. Hintergrund war der Tod des Gouverneurs Pierre Derbigny im Oktober 1829. Laut Staatsverfassung musste der Präsident des Senats von Louisiana das Amt des Gouverneurs übernehmen. Das war zwischen Oktober 1829 bis Januar 1830 Armand Beauvais und ab Januar 1830 bis Januar 1831 Jacques Dupré. Zur endgültigen Regelung der Nachfolge eines Gouverneurs wurde dann 1845 das Amt des Vizegouverneurs eingeführt. Um im Jahr 1830 stabile Verhältnisse herzustellen, wurden außerordentliche Gouverneurswahlen ausgeschrieben. Diese Wahl am 5. Juli 1830 gewann André Roman.

## Gouverneur von Louisiana
André Roman trat sein neues Amt am 31. Januar 1831 an. Seine vierjährige erste Amtszeit war von einigen Naturkatastrophen wie Stürmen und Hochwasser überschattet. Außerdem gab es einige Seuchen, die den Staat heimsuchten. 5000 Menschen fielen allein einer Gelbfieber-Epidemie zum Opfer. Seit 1832 verkehrten in Louisiana die ersten Eisenbahnen. Die Anzahl der Banken in diesem Staat stieg von fünf auf elf. Das Strafvollzugswesen wurde verbessert und einige neue Schulen errichtet. Damals entstand auch die landwirtschaftliche Gesellschaft des Staates mit Gouverneur Roman als deren Präsident. Während der Nullifikationskrise zwischen der Bundesregierung unter Präsident Andrew Jackson und dem Staat South Carolina stellte sich Roman auf die Seite des Präsidenten.
Im Jahr 1834 unterlag er bei den Gouverneurswahlen Edward Douglass White. Nach dem Ende seiner ersten Amtszeit bewarb sich Roman erfolglos um einen Sitz im Senat des Staates und im Jahr 1836 ebenso erfolglos um einen Sitz im US-Senat. Im Jahr 1838 wurde Roman dann in eine zweite Amtszeit als Gouverneur gewählt, die am 4. Februar 1839 begann und bis zum 2. Februar 1843 lief. Schwerpunkte seiner zweiten Amtszeit waren die Bildungspolitik und die Verbesserung der Infrastruktur. Dazu gehörte die Verbesserung der Schifffahrt im Mississippi River Delta, die Errichtung von Deichen und die Eröffnung neuer Eisenbahnlinien. Im Schulbereich wurde die bisherige Geschichte der Region aufgearbeitet. Das Gesetz, wonach Schuldner mit Gefängnis zu bestrafen waren, wurde aufgehoben. Die letzte Phase seiner zweiten Amtszeit war von einer Wirtschaftskrise überschattet. Im Jahr 1842 wurde mit dem „Bank Act“ die Kreditvergabe erschwert.

## Weiterer Lebenslauf
Nach seiner Gouverneurszeit war Roman in den Jahren 1845 und 1852 Delegierter auf den jeweiligen Versammlungen zur Überarbeitung der Staatsverfassung von Louisiana. Er war auch Mitglied der Versammlung, die im Jahr 1861 über den Austritt Louisianas aus der Union beriet. Roman trat dort für den Verbleib des Staates bei der Union ein. Nachdem die Versammlung aber die Trennung beschlossen hatte, wurde er mit zwei anderen Delegierten nach Washington entsandt, um über eine friedliche Trennung zu verhandeln. In Washington lehnte man aber eine Kontaktaufnahme mit der Gruppe ab. Während des folgenden Bürgerkrieges verlor er fast sein gesamtes Eigentum und Vermögen. André Roman starb im Januar 1866. Mit seiner Frau Aimee Francoise Parent hatte er acht Kinder.